# Gare de Saint-Pierre-d’Albigny
Gare de Saint-Pierre-d'Albigny vasútállomás Franciaországban, Saint-Pierre-d’Albigny településen.

## Vasútvonalak
Az állomást az alábbi vasútvonalak érintik:
- Culoz–Modane-vasútvonal
- Saint-Pierre-d'Albigny-Bourg-Saint-Maurice-vasútvonal

## Kapcsolódó állomások
A vasútállomáshoz az alábbi állomások vannak a legközelebb:
- Gare de Chamousset
- Gare de Grésy-sur-Isère
- Gare de Montmélian